# Izrāde spogulī
Izrāde spogulī – drugi album studyjny, łotewskiej grupy Jauns Mēness, wydany na kasecie w 1993 roku.  Zawiera 2 utwory po łotewsku i 7 po angielsku. W roku 2001 został wydany  ponownie, tym razem w formacie CD, na trzeciej płycie antologii Jauns Mēness - Kopotie Ieraksti.

## Lista utworów
1. "All I Want All I Love" - 5:01 (Sola/Mielavs/Sarma)
2. "Pazudušais dēls" - 4:53 (Muktupāvels/Sola/Mielavs)
3. "Mother" - 6:27 (Sola/Mielavs)
4. "I Still Believe" - 3:47 (Sola/Mielavs/Parņickis)
5. "Sea Of Love" - 4:03 (Sola/Mielavs/Parņickis)
6. "Emptiness" - 5:13 (Sola/Mielavs/Parņickis)
7. "A Show In A Mirror" - 3:39 (Sola/Mielavs)
8. "Carry Me Back" - 3:55 (Sola/Mielavs)
9. "Rīts pirms laika" - 2:39 (Reizniece/Sola/Mielavs)